# 黑尾短吻獅子魚
黑尾短吻獅子鱼，为輻鰭魚綱鮋形目杜父魚亞目狮子鱼科的其中一種。

## 分布
本魚分布於北太平洋區，包括白令海、加拿大卑詩省、美國華盛頓州、奧勒岡州及加州外海海域。

## 特徵
本魚體短圓，且側扁，體呈粉紅色，背鰭及臀鰭後緣延伸至尾鰭為黑色，尾鰭略圓，胸鰭下半部鰭條粗且略突出，鰓腔、口及舌頭黑色，背鰭軟條54至58枚；臀鰭軟條37至50枚，體長可達51公分。

## 生態
本魚棲息在水深89至2286公尺的沙泥底質海域，屬深海魚類，屬肉食性，以多毛類及小型甲殼類等為食。

## 經濟利用
不具食用價值。

## 外部連結
- 黑尾短吻獅子鱼的圖片（页面存档备份，存于）